# Microregione di Santarém
La Microregione di Santarém è una microregione dello Stato del Pará in Brasile, appartenente alla mesoregione di Baixo Amazonas.

## Comuni
Comprende 8 comuni:
- Alenquer
- Belterra
- Curuá
- Mojuí dos Campos
- Monte Alegre
- Placas
- Prainha
- Santarém